# بارهنگ (سرده)
بارهنگ (نام علمی: Plantago) نام یک سرده از تیره بارهنگیان است.

## نگارخانه

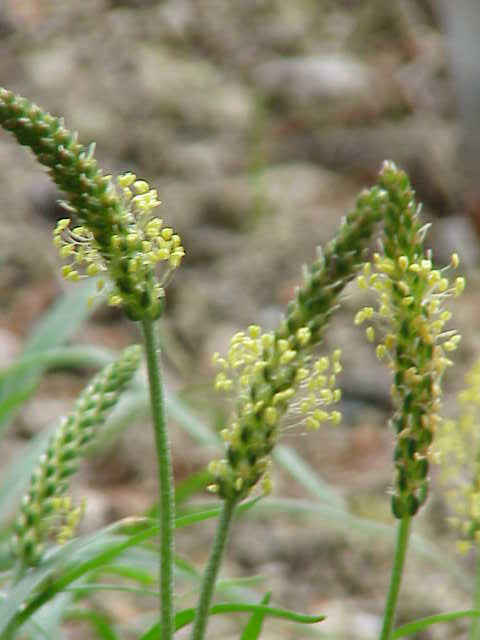
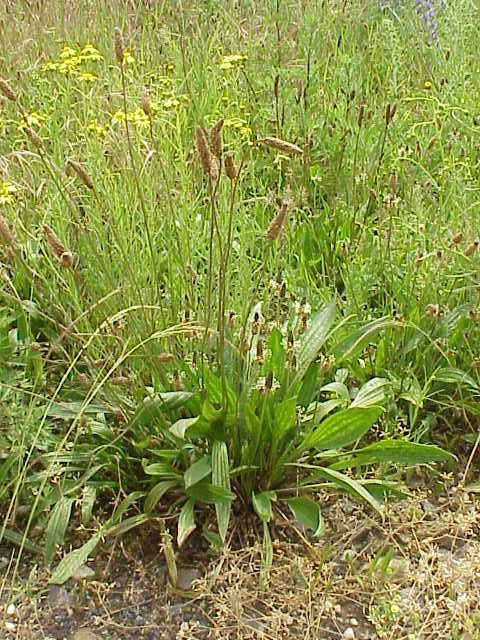
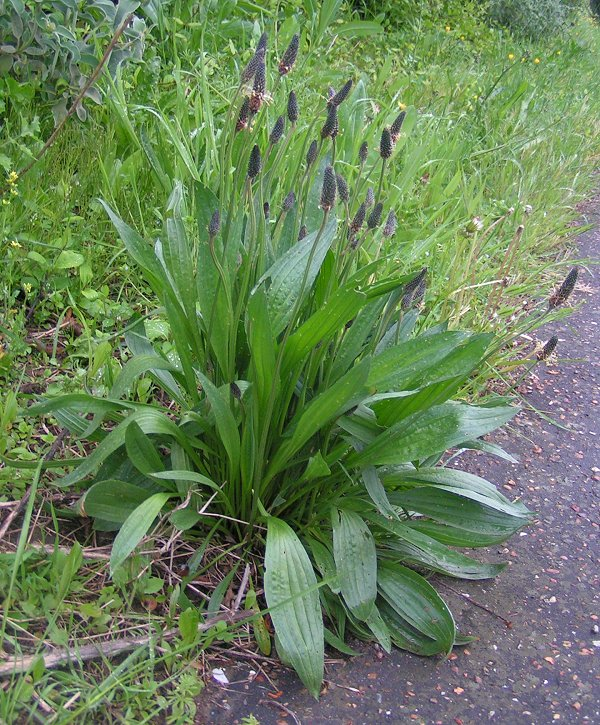
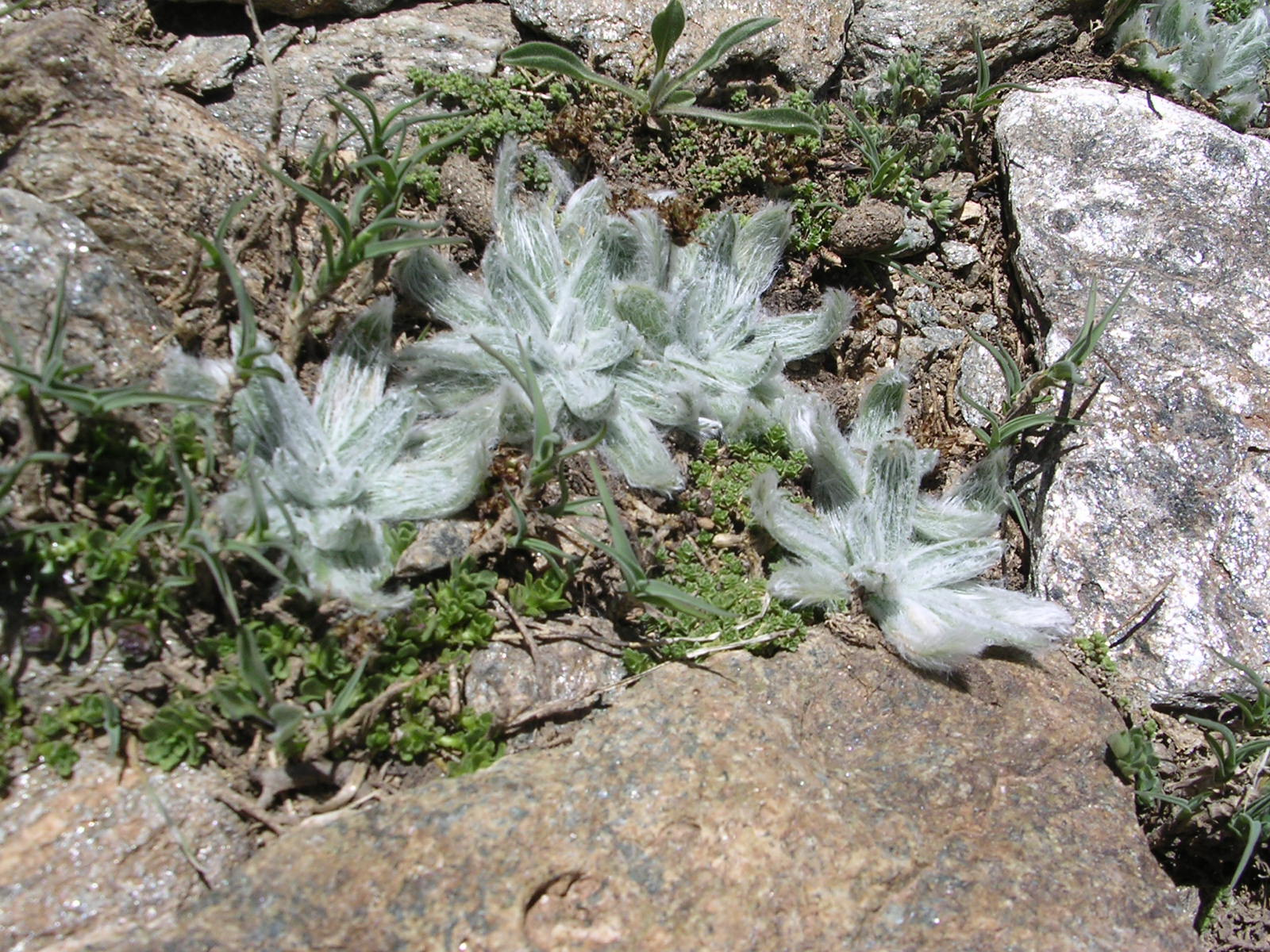
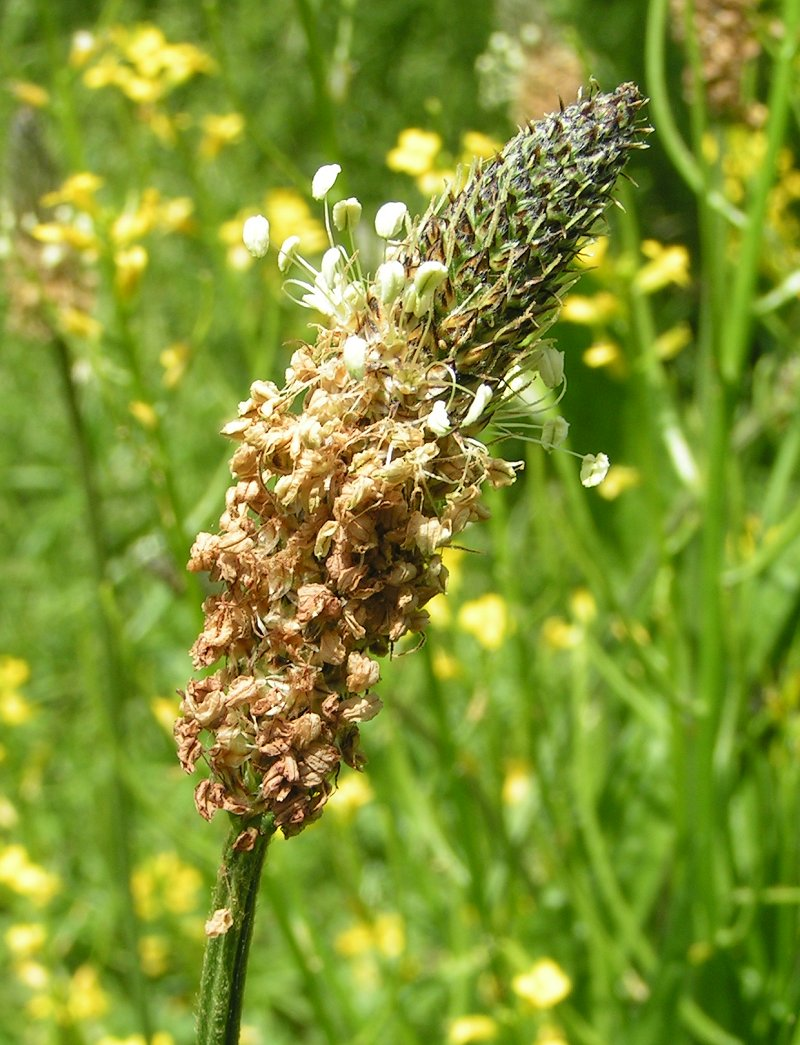
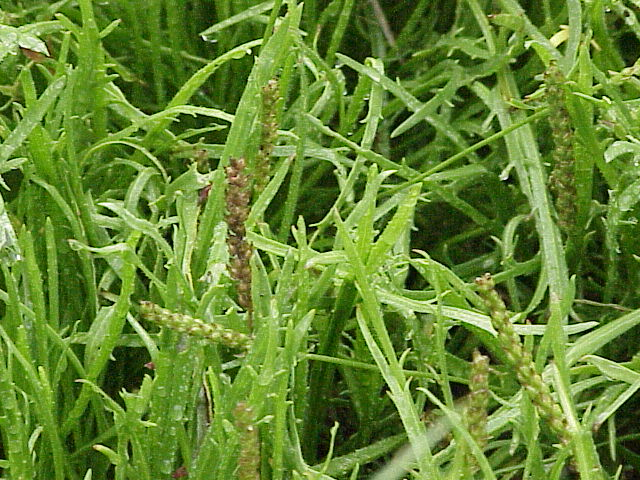
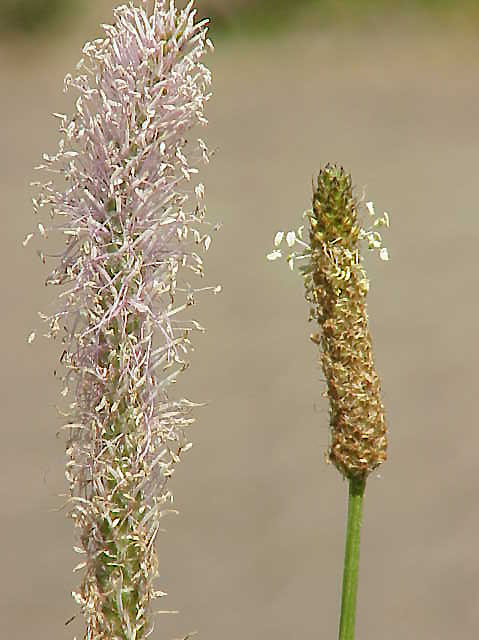
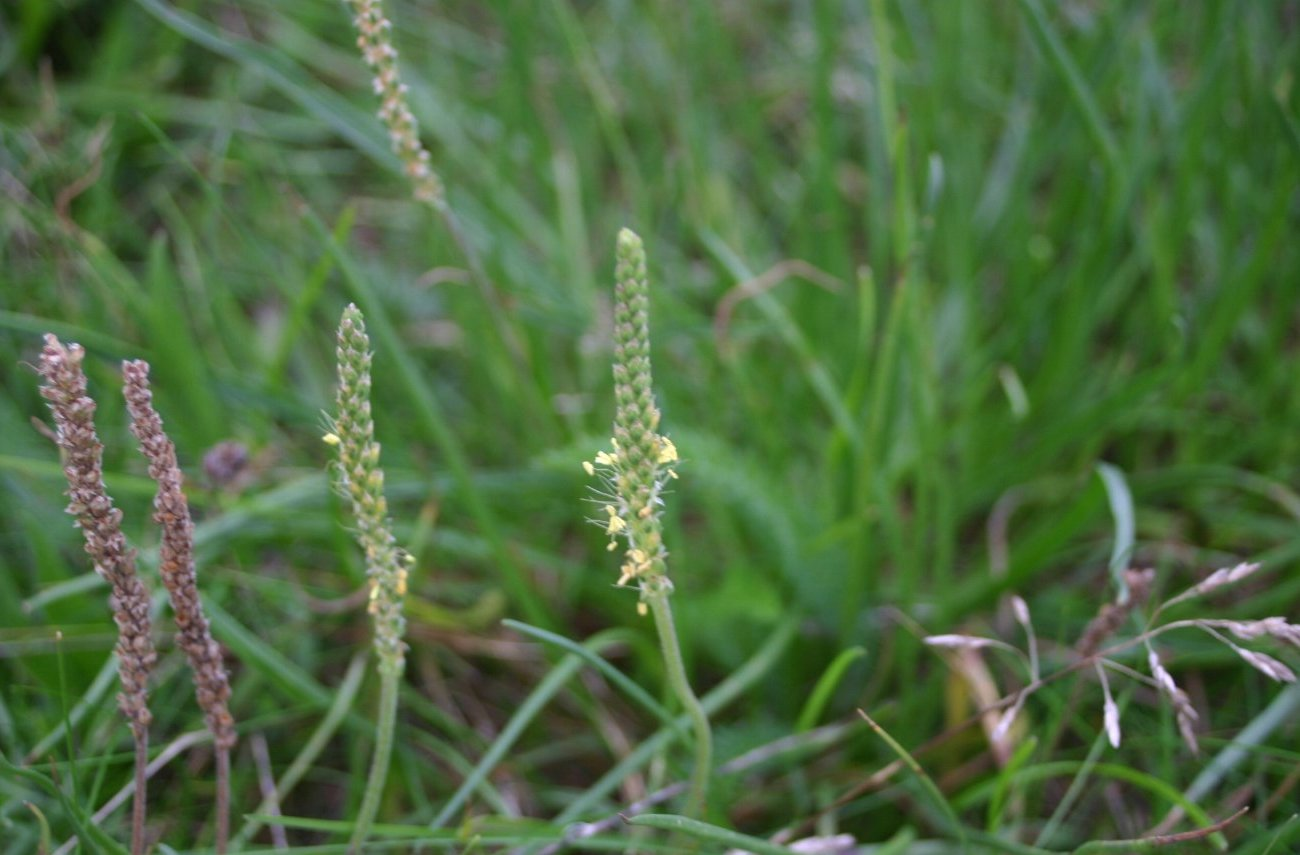